# Adela Ginés y Ortiz
Adela Ginés y Ortiz (Madrid, 13 d'agost de 1846-San Agustín del Guadalix, 1918 o 1923) va ser una pintora, escultura i professora espanyola que a finals del segle xix va guanyar diverses medalles en les Exposicions Nacionals de Madrid i va rebre mencions en exposicions internacionals.

## Biografia
Nascuda a Madrid el 1846, en el si d'una família acomodada de ramaders originaris de La Manxa, vinculada amb l'aristocràcia i la família reial. Es formà com a institutriu rebent, així mateix, una educació artística. Fou alumna de l'Escola Especial de Pintura, Escultura i Gravat de Madrid, sent deixebla de Carlos de Haes, Sebastián Gessa i Francisco Molinelli. Quan van morir els seus pares, es va veure obligada a treballar com a professor fent classes particulars i a l'Associació para la Enseñanza de la Mujer. També fou professora a l'Escola d'Arts i Oficis de Madrid, d'Harmònium a l'Escola d'institutrius i de dibuix a l'Escola Normal de mestres.
Pintà sobretot paisatges i quadres de gènere i bodegons. Debutà a l'Exposició Nacional de Belles Arts el 1881 amb Paisatge (del riu Guadalix) i Una vilatana de la província de Madrid. En la del 1884 va presentar l'obra titulada Flores y frutas. Continuà exposant i obtingué una menció honorífica el 1895 i el 1899, també en escultura, i la tercera medalla el 1897 en pintura per l'oli Presidi solt i el 1901 amb Casa de veïnatge; va obtenir el mateix guardó el 1912. A nivell nacional participà també a les exposicions de la sala Hernández de Madrid amb Estudi de paisatge, Un altre de la Casa de Campo, Dos paletes, La cita, un carbó anomenat Paisatge i Flors, i en aquesta mateixa sala el 1883 va exposar junt amb les pintores Luisa de la Riva i Virginia Montesinos. Dos anys més tard, el 1885, va obtenir una medalla de mèrit a l'Exposició de la Sociedad de Escritores y Artistas, i el 1886 en va guanyar una de bronze en l'exposició organitzada per la Sociedad Central de Horticultura.També va prendre part en l'Exposició Universal de Barcelona del 1888, en la qual va ser guardonada amb una tercera medalla, i en la bienal del Círculo de Bellas Artes de Madrid del 1891.
Ginés també exposà a l'estranger, a les exposicions de Múnic (1883), Berlín (1891) i París (1900), on el 1899 obtingué una menció honorífica. També va rebre una menció honorífica en l'Exposició de Saint Étienne del 1893. El 1898 exposà, juntament amb Fernanda Francés i C. Figueroa, a la secció espanyola de la XXII Exposició de l'Acadèmia de San Carlos de Mèxic.
També fou escriptora, col·laborada de revistes pedagògiques diverses, com El profesorado de Granada. Fou autora de Apuntes para un álbum del bello sexo (1874), una obra que encara és hereva de la mala imatge i crítica de les novel·les de temàtica medieval i de caràcter romàntic, que atreien les dones àvides de coneixement.

## Galeria
- Casa de veïnatge (1901)
- Taronges (ss. XIX-XX)